# Huara (kommun)
Huara är en kommun i Chile.   Den ligger i provinsen Provincia del Tamarugal och regionen Región de Tarapacá, i den norra delen av landet, 1 500 km norr om huvudstaden Santiago de Chile.
Trakten runt Huara är ofruktbar med lite eller ingen växtlighet. Trakten runt Huara är nära nog obefolkad, med mindre än två invånare per kvadratkilometer.